# 쿠부시

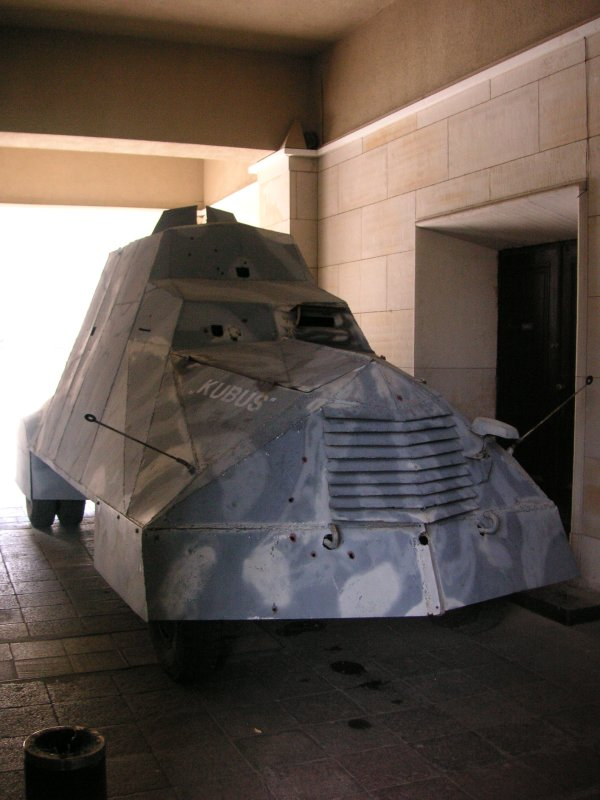
폴란드 군사 박물관에 전시 중인 복원된 원래 쿠부시

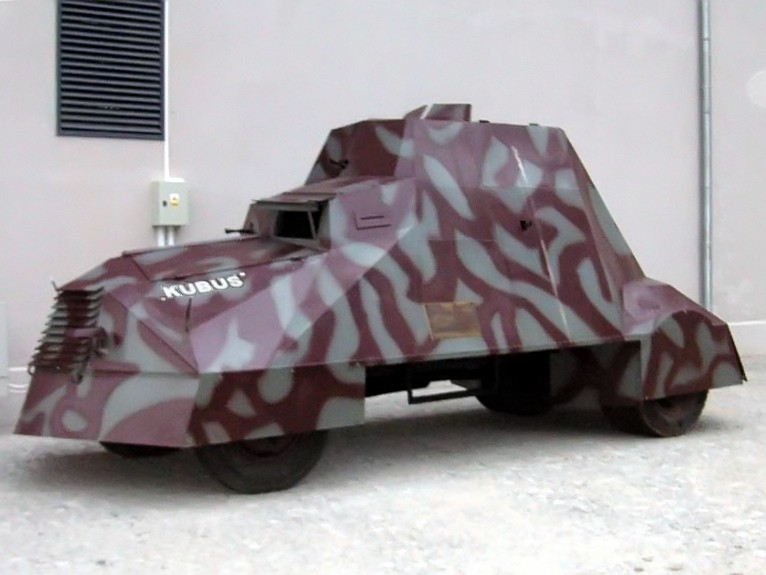
바르샤바 봉기 박물관에 전시 중인 복제품

쿠부시(폴란드어: Kubuś)는 제2차 세계 대전 당시 바르샤바 봉기 중에 폴란드 시민군이 자체적으로 만든 장갑차로 시보레 차체에 장갑을 덧씌워 만든 것이다. 단 1대가 만들어져 실전에 사용되었으며, 전쟁 후에 복원하여 폴란드 군사 박물관에 보관 중이고, 1대를 새로 복제하여 바르샤바 봉기 박물관에서 전시하고 있다. 복제품은 역사 재현 게임에도 종종 출연하기도 한다. 무장은 데그차레프 경기관총, 화염방사기, 수류탄 등이었다.

## 같이 보기
- 장갑차